# Arapongas Airport
Arapongas Airport (portugisiska: Aeroporto de Arapongas) är en flygplats i Brasilien.   Den ligger i kommunen Arapongas och delstaten Paraná, i den södra delen av landet, 900 km söder om huvudstaden Brasília. Arapongas Airport ligger 792 meter över havet.
Terrängen runt Arapongas Airport är platt åt sydväst, men åt nordost är den kuperad. Arapongas Airport ligger uppe på en höjd. Runt Arapongas Airport är det tätbefolkat, med 257 invånare per kvadratkilometer.. Närmaste större samhälle är Arapongas, 10,1 km sydost om Arapongas Airport.
Trakten runt Arapongas Airport består till största delen av jordbruksmark.